# Alexey Rastvortsev
Aleksey Petrovich Rastvortsev (em russo:  Алексей Петрович Растворцев; Belgorod, 8 de agosto de 1978) é um handebolista profissional da Rússia, medalhista olímpico.
Alexey Rastvortsev, em Atenas 2004, conquistou a medalha de bronze. Com 8 partidas e 40 gols.